# Ясенки (Воронежская область)
Ясенки — посёлок в Бобровском районе Воронежской области, расположенный в юго-западной части Бобровского района.
Административный центр Ясенковского сельского поселения.
О Ясенковском сельском поселении.
Ясенковское сельское поселение имеет выгодное транспортно-географическое положение, через него проходят автомобильные дороги общего пользования регионального значения: М «Дон» - Пчелиновка - Бобров»; М «Дон» - Пчелиновка - Бобров» - пос. Петрово-Борковский. Основными производственными направлениями хозяйства являются животноводство и растениеводство. Площадь поселения - 5009,9 га. Общая численность населения Ясенковского сельского поселения по состоянию на 2009 год составила 2390 человек, проживающих в 4-х населённых пунктах.
Специфика Ясеновского поселения в том, что здесь располагалось множество небольших владельческих хуторов и усадеб, некоторые из которых объединялись и получали статус населённого пункта, а некоторые - так и остались «без статуса», но на их основе в советское время были образованы совхозы, колхозы, коммуны и пр. Многие же исчезли с карты района без следа.
Из упраздненных старинных сел можно назвать село Отрадовку или Шараповку (упразднено в 1994 г.). Это село располагалась при автодороге, ведущей от автомагистрали М4 «Дон» к г. Боброву. Оно было основано в нач. XIX века Анной Шараповой, переведшей сюда несколько семей крепостных. В 1859 г. в селе было 99 жителей; в 1900 г. - 134 жителя. Недалеко от Ясенок возникла железнодорожная полустанция Анновка. В 1900 г. здесь проживало 2 станционных рабочих. В нач. XX века появляется хутор Веселый, который образовался за счет выселения крестьян из Среднего Икорца.
В 1919 году был образован Николо-Варваринский сельский Совет Пчелиновской волости. В его состав вошли Петровское, Ясенки, Неждановка, Капаня, Отрадовка, Петрово-Барковское, Малая Пчелиновка.
В 1917-18 гг. в бывших усадьбах создавались культурные государственные хозяйства, сельхозартели, коммуны. В бывшем имении Северцова была организована коммуна «Пролетарий». Весной 1920 года Бобровские уездные власти обследовали 14 имений и хуторов. Во многих было запустение, инвентарь был неисправен, дома разрушены. В имении Богомолова, например, имелось два колодца, каменный дом из 12 комнат, кухня, дом для рабочих, баня, кладовая с погребом, конюшня, еще один деревянный дом, птичий двор, амбар, манеж, 5 квадратных саженей клубники, 2,5 десятины сада и 254,6 десятин земли. Здесь был открыт детский приют. Воспитанники отремонтировали разгромленный в вихре революции господский дом. Оборудовали пекарню, в кузнице изготовляли подковы, гвозди и передавали их в кооперацию. В дальнейшем дом сирот стал называться колонией «Труд». В 1927 году в этой колонии воспитывалось 71 подросток, работали кузнечная, столярная, слесарная мастерские. В этот же год колония «Труд» была переименована в школу сельобуча, которая готовила агрономов среднего звена и птицеводов.
На территории поселения расположено 2 объекта культурного наследия: Церковь Успения Божьей Матери, кон. XIX в.; Усадьба Северцовых: дом усадебный, флигель, флигель, кон. XIX в.
Имение Шестакова имело 145 десятин земли, сад, два дома, 8 сараев, 3 амбара, свинарник, скотный двор. Имение Классена включало в себя 18 га земли, две конюшни, полуразрушенный свинарник, несколько хозяйственных помещений в аварийном состоянии. В октябре 1928 года это имение райисполком сдал птицеводческому тресту Центрально-Чернозёмной области под застройку. Так начал свое существование совхоз «Большевик».
В 1954 году Николо-Варваринский сельский Совет, к которому относились все названные поселки, вошел в состав Пчелиновского сельского Совета.
Посёлок Ясенки (Петровское, Сиверка и Ясенки)
Поселок расположен в северной части поселения примыкает к городу Боброву северо-восточной частью, по северной части поселка проходит железная дорога. Село расположилось на высоком правобережье Битюга. Здесь, у села, заканчивается Хреновской бор. Это самая южная граница естественного распространения сосны.
Современный поселок фактически состоял из нескольких небольших сел и хуторов. В связи с этим сведения, приводимые в источниках и литературе достаточно противоречивы.
Село Петровское было основано в 1790 г., когда отставной капитан Петр Григорьевич Северцов, после окончания военной службы, был наделен землей в Бобровском уезде. По имени хозяина село и было названо Петровским. В 1795 году здесь имелось всего 5 дворов. После смерти Петра Григорьевича имение унаследовал А.П. Сверцов, который организовал в усадьбе небольшой конный завод. Был посажен прекрасный сад в английском стиле. В 1845 г. в селе была построена церковь Успения Божией Матери. В 1859 г. в Петровском проживало 532 человек в 32 дворах. Действовали кирпичный, конный заводы и овчарня. В описях Бобровского уезда 1900 г. ни села Петровского, ни села Ясенки не существует. Упоминаются лишь усадьбы: Софьи Александровны Северцевой (при пруду Щербаковом), с населением 37 человек; Митрофана Михайловича Свиридова «Петровское имение», с населением 8 человек.
В 1926 г. в Ясенках проживало 168 человек, в Петровском - 528 человек.
В 1968 году села Петровское и Ясенки были объединены в село с названием Ясенки. В 1971 году был образован Ясенковский сельский Совет.В 1989 году в селе построили новую школу, микрорайон жилых домов, Дом культуры, торговый центр, детсад, гостиницу, ателье, стадион. В 2007 г. в поселке проживало 2008 человек.
В селе сохранились остатки усадьбы Северцовых «Петровское» (Ясенки). В частности это: дом, флигель, амбар, ограда с воротами, церковь, парк с прудом. Структура усадьбы была заложена П.Г. Северцовым. Основные постройки возведены в первой половине XIX века при гвардии полковнике, участнике Бородинской битвы Алексее Петровиче Северцове (1789-1871), который с 1821 г. жил в своем родовом имении. Здесь также жили Н.А. Северцов, А.Н. Северцов, бывали биолог С.А. Северцов (1891-1947), художник Н.А. Северцова (1901-1970), искусствовед А.Г. Габричевский (1901-1970).

## Население
| 2000 | 2005  | 2010  |
| ---- | ----- | ----- |
| 2132 | ↘1973 | ↘1891 |

### Известные жители
- Величко Владимир Макарович (род. 23 апреля 1937) — советский государственный деятель, организатор экономики, промышленности и производства. Первый заместитель Премьер-министра СССР (1991). В 1948 г. переехал с родителями в совхоз «Большевик», который располагался на территории нынешнего посёлка Ясенки, вблизи города Бобров. В Бобровской средней школе окончил 5-й и 6-й классы.

## География

### Улицы
| - ул. 30 лет Победы, - ул. 50 лет Октября, - ул. Зелёная, - ул. Комсомольская, - ул. Лесная, - ул. Мира, - ул. Молодёжная, - ул. Первомайская, | - ул. Подлесная, - ул. Ранняя Весна, - ул. Свободы, - ул. Северцова, - ул. Солнечная, - ул. Строительная, - пер. Заводской. |